# لوزنگرادتسی
لوزنگرادتسی (به بلغاری: Lozengradtsi) یک منطقهٔ مسکونی در بلغارستان است که در شهرستان کیرکوفو واقع شده است.